# Orcuttia pilosa
Orcuttia pilosa là một loài thực vật có hoa trong họ Hòa thảo. Loài này được Hoover mô tả khoa học đầu tiên năm 1941.